# William Garrett
William „Billy“ Garrett (* 24. April 1933 in Princeton; † 15. Februar 1999 in Glendale) war ein US-amerikanischer Autorennfahrer.

## Karriere
William Garrett startete in seiner Karriere zweimal bei den 500 Meilen von Indianapolis, die von 1950 bis 1960 als Weltmeisterschaftslauf der Formel 1 gewertet wurden. Bei seinem ersten Start 1956 erreichte er auf einem Kuzma-Offenhauser mit einem Rückstand von 6 Runden auf den Sieger Pat Flaherty Rang 16. Zwei Jahre später, 1958, fuhr er einen Kurtis Kraft 500G-Offenhauser. Garrett schied diesmal vorzeitig aus. Mit einem Schaden an der Nockenwelle stoppte er in Runde 80.